# Wennebostel-Wietze
Wennebostel-Wietze ist der Siedlungsbereich im Norden des 2011 gegründeten Wedemärker Ortsteils Bissendorf-Wietze, der zuvor zum Ortsteil Wennebostel gehörte. Wennebostel-Wietze befindet sich in der Region Hannover im mittleren Niedersachsen.

## Lage und Geschichte
Wennebostel-Wietze ist der an der Straße Wietze-Aue gelegene östliche Teil der überwiegend nach 1945 entstandenen Wietzesiedlung, die sich im Wald über die Grenzen der früheren Gemeinden Wennebostel, Bissendorf und Kleinburgwedel innerhalb des Landkreises Burgdorf hinweg gebildet hat. 1974 wurden die Siedlungen Bissendorf-Wietze und Wennebostel-Wietze als Ortsteile von Bissendorf und Wennebostel in die Gemeinde Wedemark eingegliedert, während die nördliche Wietzesiedlung Kleinburgwedel-Wietze als Ortsteil von Kleinburgwedel in die Stadt Burgwedel eingegliedert wurde, welche zusammen im neuen Landkreis Hannover lagen. 2011 wurden die beiden Wedemärker Siedlungen aus ihren Ortsteilen herausgelöst und zum neuen Ortsteil Bissendorf-Wietze vereinigt. Die drei Wietzesiedlungen liegen alle ohne erkennbare Teilung südlich vom Autobahndreieck Hannover-Nord an der L383, mehrere Kilometer von ihren Mutterorten entfernt. Die Wietze trennt Wennebostel-Wietze von der Siedlung Bissendorf-Wietze.

## Politik

### Ortsrat
Der Ortsrat von Bissendorf-Wietze (mit Wennebostel-Wietze) setzt sich aus drei Ratsfrauen und vier Ratsherren zusammen.
- CDU: 3 Sitze
- SPD: 1 Sitz
- Grüne: 1 Sitz
- BIGW: 2 Sitze

(Stand: Kommunalwahl 11. September 2016)

### Ortsbürgermeister
Der Ortsbürgermeister ist Daniel Leide (CDU), vertreten wird er durch Ronald Fischer (SPD).